# 德式巧克力蛋糕
德式巧克力蛋糕（英語：German chocolate cake），是一款源自美國的千層巧克力蛋糕，內裹填滿椰子和核桃糖霜。
它的巧克力製造商名為塞繆爾·日耳曼（Samuel German），他們以烘焙巧克力於蛋糕食譜中開發。在傳統上甜巧克力是用於蛋糕中的巧克力類型，但今天很少有食譜如此要求。